# Tipuana

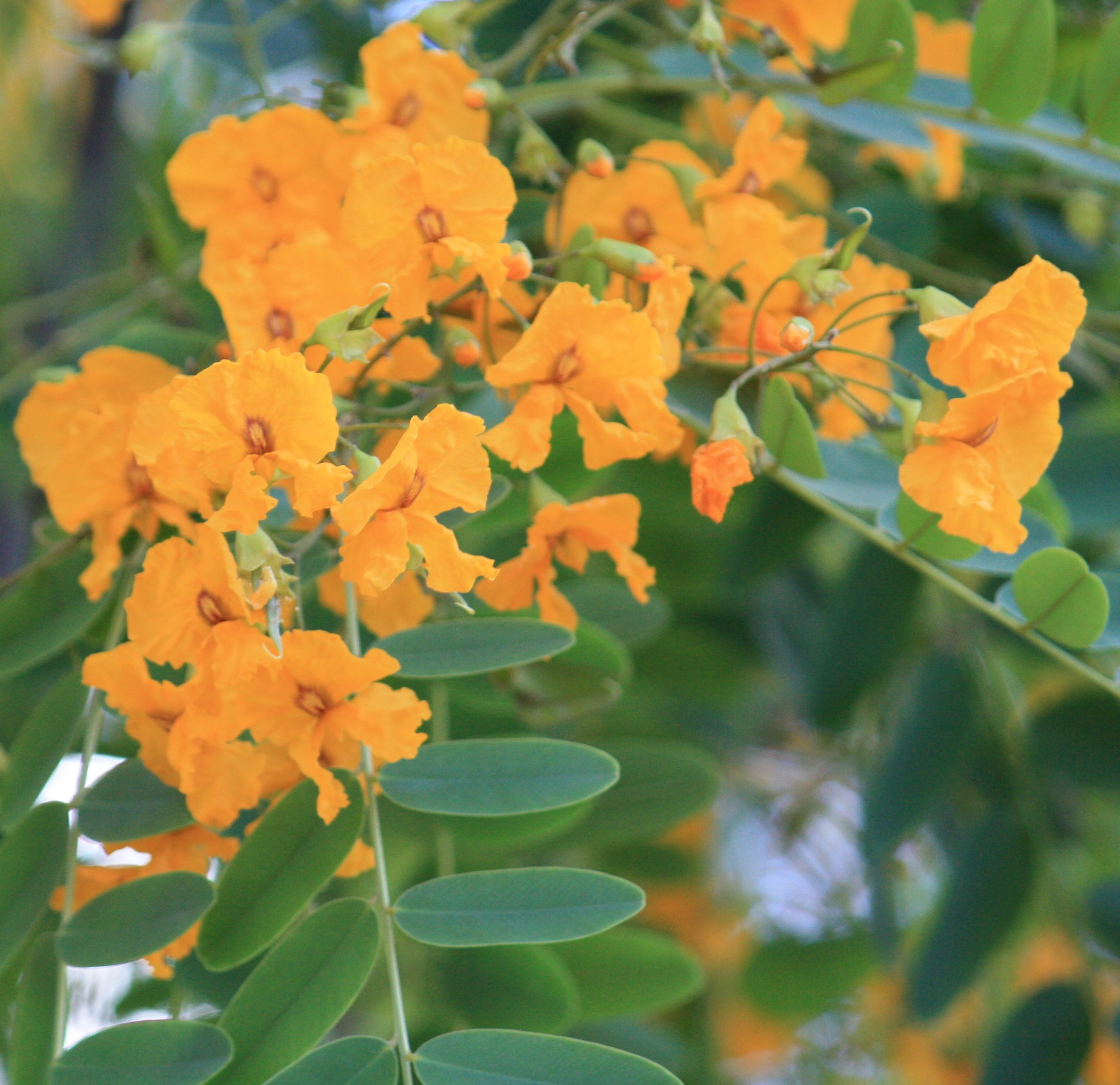
Tipuana tipu virágai

A Tipuana a hüvelyesek (Fabales) rendjébe tartozó pillangósvirágúak (Fabaceae) családjában a Dalbergieae nemzetségcsoport egyik nemzetsége. A nemzetség egyetlen ismert faja a „rózsafának”, illetve „Bolívia büszkeségének” is nevezett Tipuana tipu. Gyakran „sárga jacarandának” nevezik, pedig a zsakaranda fáktól (Jacaranda spp.) rendszertanilag meglehetősen távol áll.

## Származása, elterjedése
Eredeti hazája Dél-Amerika (Dél-Brazília, Argentína, Bolívia, Uruguay, Paraguay). Legnagyobb összefüggő állományát Bolíviában, a Tipuana völgyben írták le; innen kapta tudományos nevét is.
A világ számos trópusi, illetve szubtrópusi éghajlatú területére betelepítették; különösen népszerű a déli Szahel-övezetben és Észak-Szudánban. Ausztrália Queensland államában az 1970-es években kezdték el ültetni az elővárosi kertekben és utcákon. A Mediterráneumban többfelé üzemszerűen termesztik. Madeira szigetének déli oldalán legfeljebb 600 m magasságig ültetik.
Jelentős állományait telepítették az alábbi nagyvárosokba:
- Dakar,
- Kairó,
- Lisszabon,
- Tunisz,
- Sousse,
- Jeruzsálem.

## Megjelenése, felépítése
Eredeti termőhelyén mintegy 35 m, szárazabb, illetve szubtrópusi éghajlaton csak 10 m magasra növő, szabálytalan, laza koronájú fa; a korona átmérője gyakran nagyobb a törzs magasságánál. Lombja meglehetősen zárt; jó árnyékot ad. Kérge vörösesbarna, repedezett. Kedvező termőhelyen törzsének átmérője elérheti az 1,5 m-t.
Szárnyasan összetett, 12–20 cm hosszú levelein a 3–5 cm hosszú és 12–20 mm széles levélkék átellenesen állnak — egy-egy levélen 7–10 pár. A levélkék mindkét vége lekerekített. Fonákukon fehéres pikkelyek között némi rövid szőrzet nő, színük kopasz, sima.
Élénksárga, a 22 mm-t is elérő átmérőjű virágai rövid kocsányokon lógó nagy fürtökben (10–15 cm hosszú bugákban) nyílnak. Szárnyas termését helikopternek is hívják, mert a repítőszárny körbe-körbe pörgeti ahogy lehullik. Egy-egy termésben 1–3 mag foglal helyet; megfelelő szél ezeket meglehetősen messze elviheti.

## Életmódja
Gyorsan növő, igénytelen, rendkívül alkalmazkodóképes fa. Hideg- és szárazságtűrő; sokféle talajon megél. Tömegesen érő magvait a szél terjeszti. E tulajdonságai együtt többhelyütt özönnövénnyé teszik; ekképpen Ausztráliában is szerepel a 28 veszélyes özönnövény listáján. Júniustól szeptemberig folyamatosan virágzik:  először a fürt csúcsán lévő virágok nyílnak ki, majd a buga töve felé haladva sorra a többi.

## Felhasználása
Fája értékes, szép színű és rajzolatú bútorfa, amit általában „rózsafa” néven forgalmaznak. Árnyat adó lombkoronája és látványos virágzata miatt előszeretettel ültetik díszfának is. Leveleit háziállatok takarmányozására hasznosítják.